# Hermya diabolus
Hermya diabolus är en tvåvingeart som först beskrevs av Christian Rudolph Wilhelm Wiedemann 1819.  Hermya diabolus ingår i släktet Hermya och familjen parasitflugor. Inga underarter finns listade i Catalogue of Life.